# سید جونز
سید جونز (انگلیسی: Sid Jones; ۱۵ فوریهٔ ۱۹۲۱سپتامبر ۱۹۷۷ (۵۵−۵۶ سال)) بازیکن فوتبال اهل بریتانیا بود.
از باشگاه‌هایی که در آن بازی کرده‌است می‌توان به باشگاه فوتبال آرسنال، باشگاه فوتبال ویموث، باشگاه فوتبال والسال، باشگاه فوتبال کولچستر یونایتد، باشگاه فوتبال منچستر یونایتد، باشگاه فوتبال سوانزی سیتی، باشگاه فوتبال دونکستر راورز، باشگاه فوتبال برایتون اند هوو آلبیون، باشگاه فوتبال میلوال، باشگاه فوتبال برادفورد سیتی، باشگاه فوتبال وست برومویچ آلبیون، باشگاه فوتبال بلکبرن روورز، باشگاه فوتبال اورتون، باشگاه فوتبال لیدز یونایتد، باشگاه فوتبال بولتون واندررز، باشگاه فوتبال گریمزبی تاون، باشگاه فوتبال فولام، باشگاه فوتبال میدلزبرو، و باشگاه فوتبال ایپسویچ تاون اشاره کرد.